# مأمور اجرا (فیلم ۱۹۷۶)
مأمور اجرا (انگلیسی: The Enforcer) همچنین با عناوین هری کثیف: مجری قانون و یا هری کثیف ۳ نیز شناخته می‌شود، یک فیلم انتقام‌جویانه، نئو-نوآر و دلهره‌آور آمریکایی محصول سال ۱۹۷۶ و سومین فیلم از مجموعه فیلم‌های هری کثیف به کارگردانی جیمز فارگو، بابازی کلینت ایستوود در نقش بازرس هری «کثیف» کالاهان، تاین دالی در نقش بازرس کیت مور و دوورن بوکوالتر در نقش بابی مکسول مغز متفکر جنایی است. همچنین این آخرین فیلم از این مجموعه بود که جان میچام را در نقش بازرس فرانک دی جورجیو بازی کرد.
زمانی که تولید شروع شد، عنوان کاری فیلم، هری کثیف ۳ بود، که مطابق با دیگر دنباله‌های آن زمان بود. ایستوود احساس کرد که فیلم به عنوانی خاص نیاز دارد و در اواسط تولید نام فیلم را به مأمور اجرا تغیر داد.

## داستان
کارآگاهی ساکن سان فرانسیسکو به نام هری کالاهان است که باید با یک سازمان تروریستی متشکل از کهنه سربازان ناراضی ویتنام مبارزه کند. اما او در این مأموریت با همسر بازرس کیت مور، همکار می‌شود و تحمل این وضعیت برایش سخت است.

## بازیگران
- کلینت ایستوود
- تاین دالی
- برادفورد دیلمن
- هری گواردینو
- جان میچام
- جان کراوفورد

## گیشه
پس از اکران در دسامبر ۱۹۷۶، این فیلم یک موفقیت تجاری بزرگ بود و در هفته اول ۸٫۸۵۱٫۲۸۸ دلار فروخت که رکوردی برای فیلم کلینت ایستوود در آن زمان بود. این فیلم در مجموع ۴۶٫۲۳۶٫۰۰۰ دلار در ایالات متحده و کانادا فروخت که آن را به نهمین فیلم پرفروش سال ۱۹۷۶ تبدیل کرد. در مجموع، این رقم باعث شد تا هفت سال تا زمان اکران فیلم ضربه ناگهانی (۱۹۸۳) به سودآورترین فیلم از سری فیلم‌های هری کثیف تبدیل شود.